# Ampère-uur
Een ampère-uur is een eenheid voor elektrische lading. Het eenheidssymbool is Ah. Het is de totale hoeveelheid lading die bij 1 ampère in 1 uur heeft gestroomd:
1 ampère-uur = 1 A × 3600 s = 3,6 × 103 C
Hoewel ampère-uur geen SI-eenheid is, is het een praktische eenheid die gebruikt wordt bij elektrochemische processen zoals vergulden of verzilveren en voor batterijen. Het is geen maat voor de energie in een batterij maar een gebruikelijke aanduiding voor de capaciteit van (oplaadbare) batterijen. Deze wordt meestal in Ah of mAh (= milliampère-uur) vermeld. Op wegwerpbatterijen laten fabrikanten dat meestal achterwege.
De capaciteit van een accu wordt bepaald door deze te ontladen met constante stroomsterkte bij een bepaalde temperatuur. De capaciteit is het product van de stroom en de duur van de ontlading. De nominale capaciteit geldt bij 20 uur en 20° C. Een nominaal 100 Ah accu kan dus 20 uur lang 5 ampère leveren bij 20° C.
De capaciteit van een loodaccu is aanzienlijk minder bij snellere ontlading en/of lagere temperatuur. De capaciteit van een LFP-accu is weinig afhankelijk van de ontladingsduur.
De ontladingsstroom van een accu wordt vaak aangegeven in C-notatie (Engels: C-rate). 1C is een stroom gelijk aan de nominale capaciteit van de accu gedeeld door 1 uur. Dus voor een 100 Ah accu is 1C een 100 A stroom, voor een 40 Ah accu is 0,25C gelijk aan 10 A, enz.
De eenheid ampère-uur wordt vaak onjuist afgekort tot ampère. Men spreekt dan bijvoorbeeld van een accu met een capaciteit van 40 A (40 ampère) waar het gaat om een accu met een capaciteit van 40 Ah (40 ampère-uur).